# マジキュー
『マジキュー』  (MAGI-CU) は、エンターブレイン (eb) が月刊ペースで発行していたムック誌。同社によるメディアミックス戦略の一角を担っていたが、同社の漫画雑誌『コミックビーム』との関連性は非常に薄い。毎月25日発売。
2007年6月25日発売のVol.40を以て休刊。以降も編集部は存続し、ムックやマジキュー・コミックスの編集を行っている。

## 概要
表題の「マジキュー」は「MAGICAL CUTE」（マジカルキュート）の略で、ebが発売するギャルゲー・アダルトゲーム関連出版物のレーベルである。当初、これらの出版物はアスキーの子会社（当時）・アスペクトが担っており、この当時は「ASPECT CUTE」の名称が用いられていたが、2000年にアスキーグループのメディア関連事業を新設されたebに集約したのに伴い現在の「MAGICAL CUTE」へ名称変更された。
記事は大半が読者参加企画や連載漫画・コラムであるが、少量ながらコンピュータゲーム（「キミキス」などの自社タイトルやオンラインゲーム）の記事、テーブルトークRPG「アルシャードガイア」「ナイトウィザード」のリプレイなども掲載されていた。
雑誌のジャンルは「ビジュアルエンターテインメントマガジン」と銘打たれているが、美術誌・文芸雑誌・ゲーム雑誌・アニメ雑誌・漫画雑誌の要素を併せ持つ極めて独自色の強い構成が特徴であった。その一方、掲載作品によって単行本化までにかなりの期間の差があり、たとえ人気連載であっても単行本化や画集など、一纏めになって発売されるまでかなりの期間を要するなどばらつきが激しかった。「ハートマーク!」のように何の予告もなく休載・打ち切りとなる連載も珍しくなく、読者に対する配慮を欠いているのではないかと指摘されることが少なからずあった。

## 沿革
前身の「マジキュー・プレミアム」時代と併せて説明する。

### マジキュー・プレミアム（2001 - 2003）
2001年4月27日に「マジキュー・プレミアムSPRING 2001」発売。掲載作品は主に角川書店・メディアワークス系の雑誌やアダルトゲームの原画で活躍するイラストレーターの手になるものが多かった。後にゲーム・アニメ化される「らぶドル 〜Lovely Idol〜」（西又葵）や2006年3月刊のVol.25まで長期連載された「World's end」（原作：玉井☆豪・画：天広直人）はこの号から始まっている。その後「WINTER 2002」（2002年1月31日発売）より「瓶詰妖精」（篤見唯子）が始まり、この3作品が主力作品になった。
「SEPTEMBER 2002」（2002年9月30日発売）より隔月化、2003年には「瓶詰妖精」がアニメ化された。

### マジキュー（2004 - 2007）
2004年に入り、マジキュー・プレミアムを母体に美少女系ゲーム雑誌『DearMy...』の読者参加企画であった「タウンメモリー」（原作：小日向ななみ・画：小林）と「ルーンプリンセス」（原作：新井輝・画：みさくらなんこつ）を統合して新生・マジキューが発刊される。なお、「ルーンプリンセス」や「ぺとぺとさん」（木村航）「吉永さん家のガーゴイル」（田口仙年堂）はファミ通文庫のライトノベルが元になった作品である。
2006年秋より「らぶドル」がアニメ化されたが、2007年に入ると大半の連載が終了。6月発売のVol.40を以て休刊した。

## 主なマジキュー掲載作品
読者参加企画・イラストストーリー
- World's end（原作・文：玉井☆豪、文：長居知佳、画：天広直人）

マジキュー・プレミアムSPRING 2001 - マジキューVol.25 / ネットラジオ・ドラマCD・ノベル
- 瓶詰妖精（篤見唯子）

マジキュー・プレミアムWINTER 2002 - マジキューVol.15 / TVアニメ・ゲーム
- らぶドル 〜Lovely Idol〜（画：西又葵、文：叶晃紀→あごバリア）

マジキュー・プレミアムSPRING 2001 - マジキューVol.13、Vol.26 - Vol.37 / ネットラジオ・ドラマCD・ゲーム・アニメ・ノベル
第2部は『らぶドル -New Lyrics-』。第2部以降はNavelとの合同企画となった。
- タウンメモリー（原作：小日向ななみ、キャラクターデザイン：小林、画：魚）

『DearMy...』2002年7月号 - マジキューVol.22 / コミック・ノベル
- ルーンプリンセス（原作：新井輝、画：みさくらなんこつ）

『DearMy...』2002年11月号 - マジキューVol.21 / ドラマCD・ゲーム・ノベル
- Duel Dolls 〜白銀色の指輪と撫子色の乙女達〜（画：てぃんくる、文：博恵夏樹）

Vol.22 - Vol.36
- ねこのさかうえ（文：小池倫太郎・画：濱元隆輔）

Vol.24 - Vol.36 単行本は2008年にフレックスコミックスより刊行
- ハートマーク!（画：篤見唯子、文：白根秀樹）

Vol.25 - Vol.32 Vol.33の休載告知以降未掲載
- フルはれ! 〜星にねがいを〜（画：連・倉藤倖、文：長船玄武）

Vol.26 - Vol.39
- おつかいブレイド 黒騎士物語（画：みけおう、文：小池倫太郎）

Vol.27 - Vol.40
- ツングリ! -本当はツンデレなグリム童話-（画：柏餅よもぎ、文：出海まこと）

Vol.33 - Vol.38
- ころもゆうぎ（画：MALINO、構成：DEJA VU ARTWORKS）

Vol.34 - Vol.40
コミック
- Food Girls（OKAMA）単巻、マジキュー・プレミアム連載。
- 本気求道（篤見唯子）
- 5階美少女家電売り場でございます（風上旬）
- うれっこどうぶつ（濱元隆輔）単巻。
- Bad! Daddy（原作：野村美月・画：貴島煉瓦）単巻。
- すくすくすいすい（saxyun）単行本未発売。休刊後『まんがライフMOMO』2006年10月号に読み切りで掲載されたがその後のアナウンスはなく動向は不明。
- ぺとぺとさん（原作：木村航・画：YUG）
- 麒麟町ぼうえいぐみ（ゆうの）上下巻。
- 吉永さん家のガーゴイル（原作：田口仙年堂・画：玉岡かがり）単巻。

ノベル
- まじしゃんず・あかでみい（原作:榊一郎・画：BLADE）
- 超妹大戦シスマゲドン（文：古橋秀之・画：内藤隆）

リプレイ
- ナイトウィザード 白き陽の御子（菊池たけし/F.E.A.R.）
  - ナイトウィザード 合わせ鏡の神子（菊池たけし/F.E.A.R.）
- アルシャードガイア 神薙ぐ御剣（菊池たけし/井上純弌/F.E.A.R.）
- アクエリアンエイジ・ストーリーズ（ブロッコリー）

## マスコットキャラクター
共に篤見唯子がデザインしている。
たまちゃん
声 - 桃井はるこ
マジキューお助け隊長。「瓶詰妖精」のテレビアニメ版にも登場。また、篤見の漫画「スロウスタート」に登場する百地たまては同一人物であることが示唆されている。
マジちゃん
たまちゃんの相方。性格はたまちゃんとは対照的に内気。